# Questions (Chris Brown)
Questions is een nummer van de Amerikaanse zanger Chris Brown uit 2017. Het is de vijfde single van zijn achtste studioalbum Heartbreak on a Full Moon.
Het nummer bevat een interpolatie van Turn Me On van Kevin Lyttle (2003). In de tekst van "Questions" vraagt Chris Brown aan een meisje dat hij aantrekkelijk vindt, of hij haar mee naar huis mag nemen om de nacht met hem door te brengen. Het nummer flopte in Amerika met een 78e positie in de Billboard Hot 100. In het Nederlandse taalgebied was het succes bescheiden te noemen; met in Nederland een eerste positie in de Tipparade, en in Vlaanderen een 24e positie in de Ultratip 100.

## Tracklijst
- Muziekdownload

1. "Questions" - 2:09